# Reviens (singel)
„Reviens” – pierwszy singiel z drugiej francuskojęzycznej płyty Garou,
Reviens. Autorem piosenki jest Jacques Venoruso. W Polsce premiera utworu odbyła się 24 października 2003 r. w stacji RMF FM.

## Lista utworów
| #         | Tytuł                           | Czas trwania |           |
| CD single | CD single                       | CD single    | CD single |
| --------- | ------------------------------- | ------------ | --------- |
| 1.        | Reviens                         | 3:07         |           |
| 2.        | Mon coeur bat la                | 3:38         |           |
| 3.        | Reviens (wersja instrumentalna) | 3:07         |           |
| 4.        | Reviens (Wideoklip)             | 4:00         |           |